# 天才妙老爹
《天才妙老爹》（日语：天才バカボン）是赤塚不二夫的搞笑漫畫代表作品之一，1967年在《週刊少年Magazine》發表，1971年改編成電視動畫，1972年獲得文藝春秋漫畫賞，時至今日仍受到日本國人喜愛，被譽為「搞笑漫畫之王」。
已五次改編成電視動畫，另有劇場動畫和電視劇版本。1990年電視動畫版由群英社取得臺灣代理權，JET TV首播時譯為「平成天才」。